# Karim Boudiaf
Karim Boudiaf (tiếng Ả Rập: كريم بوضياف; sinh ngày 16 tháng 9 năm 1990) là một cầu thủ bóng đá chuyên nghiệp người Qatar hiện thi đấu ở vị trí trung vệ và tiền vệ cho câu lạc bộ Al-Duhail tại Qatar Stars League và đội tuyển quốc gia Qatar.

### Bàn thắng quốc tế
Bàn thắng và kết quả của Qatar được để trước.
| #  | Ngày                 | Địa điểm                                                  | Đối thủ     | Bàn thắng | Kết quả | Giải đấu                 |
| -- | -------------------- | --------------------------------------------------------- | ----------- | --------- | ------- | ------------------------ |
| 1. | 31 tháng 5 năm 2015  | Gresty Road, Crewe, Anh                                   | Bắc Ireland | 1–1       | 1–1     | Giao hữu                 |
| 2. | 8 tháng 9 năm 2015   | Sân vận động Vượng Giác, Vượng Giác, Hồng Kông            | Hồng Kông   | 1–0       | 3–2     | Vòng loại World Cup 2018 |
| 3. | 8 tháng 10 năm 2015  | Sân vận động Jassim Bin Hamad, Doha, Qatar                | Trung Quốc  | 1–0       | 1–0     | Vòng loại World Cup 2018 |
| 4. | 10 tháng 11 năm 2016 | Sân vận động Jassim Bin Hamad, Doha, Qatar                | Nga         | 2–1       | 2–1     | Giao hữu                 |
| 5. | 10 tháng 10 năm 2019 | Sân vận động Quốc gia Bangabandhu, Dhaka, Bangladesh      | Bangladesh  | 2–0       | 2–0     | Vòng loại World Cup 2022 |
| 6. | 5 tháng 11 năm 2022  | Sân vận động Municipal de Marbella, Marbella, Tây Ban Nha | Panama      | 2–0       | 2–1     | Giao hữu                 |